# М1 Гаранд
М1 Гаранд је америчка полуаутоматска пушка, коју је Америчка војска увела у наоружање 1936. године. М1 Гаранд је била прва полуаутоматска пушка уведена у наоружање и масовно произвођена.
Користила се масовно током Другог светског и Корејског рата, а ограничену примену је видела и током Вијетнамског рата. Последњи пут М1 Гаранд је масовно коришћен 1980-их током Ирачко-Иранског рата.

## Историја
Пушку М1 Гаранд је 1929. конструисао Канађанин француског порекла Џон Гаранд. Први прототип је била пушка „T3 ” са одводом барутних гасова. Током испитивања 1930-их пушка је добијала ознаке „T3Е2”, „Т1Е1”.
Побољшана верзија „Т1Е2” је добила службену ознаку „М1”, а 1936. након успешних испитивања, одлучено је да пушка М1 Гаранд буде уведена у наоружање Америчке војске под ознаком «US rifle, .30 caliber, M1». Било је предложено да нова пушка добије оквире капацитета 10 метака међутим генерал Даглас Макартур се жестоко успротивио па је одлучено да пушка користи клип капацитета 8 метака који се убацује одозго.
Прва партија пушака М1 Гаранд је стигла у јединице тек септембра 1937. због проблема са производњом. Међутим војници су се жалили да је та пушка непоуздана и да муниција заглављује углавном код шестог метка при испаљењу. О тој теми се расправљало и у Конгресу САД након чега је одлучено да се формира комисија која ће уклонити недостатке. 
Комисија је утврдила да је потребно преправити систем одвођења гасова који је и био главни узрок непоузданости.
Побољшана верзија пушке је ушла у производњу 1941. године. Током 1937. ниво производње је био 10 пушака дневно, а две године касније се повећао на 100 комада, да би се до почетка 1941. производња повећала на 600 комада дневно.

## Ратна употреба
Пушка М1 Гаранд је масовно произвођена током рата. М1 су коришћене на свим фронтовима где је било америчке војске. По свим карактеристикама, пушка М1 Гаранд је била најбоље оружје Другог светског рата, у тој мери да је генерал Џорџ С. Патон изјавио је М1 „најбоље борбене оружје икад направљено”.
Већина пушака М1 су након рате прошле поправку од претрпљених оштећења и бивале су поново фарбане како би се заштитиле.
Пушке М1 су такође коришћене током Корејског рата. Министарство САД је 1952. обуставило куповину нових пушака јер се сматрало да их има довољно. Спрингфилд је обуставио производњу, али два нова уговора су потписана тако да од 1953-56 пушке Гаранд су произвођене од стране „International Harvester” и „Harrington & Richardson”. Компанија „International Harvester” је сама произвела 337.623 пушака Гаранд. Спрингфилд је почетком 1957. обновио производњу али је овог пута произведен веома мали број. Италијанска Берета је произвела 100.000 комада по лиценци. Британска војска је тестила пушке Гаранд као могућу замену за њихове репетирке Ли Енфилд али су пушке Гаранд одбијене наводно јер су непоуздане приликом изложености блату.
САД су велики број пушака М1 Гаранд испоручиле својим савезницима као што су Јужна Кореја, Турска, Западна Немачка, Грчка, Иран, Јужни Вијетнам као и многим другим земљама.
Ове пушке су у америчкој копненој војсци остале све до 1965. у време Вијетнамског рата упркос томе што је претходно увела пушку М14. Војска Јужног Вијетнама је користила пушке Гаранд и то масовно. Амерички снајперисти и резервни састав су користили Гаранд све до 1970-их.
Иранска царска војска је до 1964. добила 165.490 пушака Гаранд које су у активној служби биле до средине 1970-их, а током Ирачко-Иранског рата биле су подељене резервном саставу и паравојним јединицама док је регуларна армија била наоружана пушкама Хеклер и Кох Г3.
Данас се многим армија света, пушке М1 Гаранд користе као свечано оружје почасне гарде.

## Корисници
- САД
- Аустрија
- Аргентина
- Бразил
- Камбоџа
- Канада
- Куба
- Данска
- Етиопско царство
- Француска
- Западна Немачка
- Грчка
- Индонезија
- Иран
- Израел
- Италија
- Јапан
- Јордан
- Јужна Кореја
- Лаос
- Либерија
- Нацистичка Немачка
- СФРЈ
- Норвешка
- Пакистан
- Панама
- Парагвај
- Филипини
- Република Кина
- Саудијска Арабија
- Јужни Вијетнам
- Тајланд
- Турска
- Уругвај
- Венецуела